# Chaetocercus jourdanii
Chaetocercus jourdanii là một loài chim trong họ Trochilidae.